# Говерла (баскетбольный клуб)
«Говерла» — украинский баскетбольный клуб из Ивано-Франковска, основанный в августе 2002 года на базе команд «Динамо» областной милиции и «Калуш-Винисин».

## История
Клуб был основан в 2002 году на базе команд «Динамо» областной милиции и «Калуш-Винисин». По результатам сезона 2002/03 клуб занял 4 место в первой лиге и завоевал право выступать в украинской высшей лиге. В сезоне 2008/09 Говерла выступала в новосозданной Украинской баскетбольной лиге. У команды появился новый спонсор ПАО «Нефтехимик Прикарпатья», что позволило усилить состав легионерами. По результатам чемпионата Говерла вышла в плей-офф и заняла 8 место. С сезона 2009/10 Говерла выступает в Украинской баскетбольной суперлиге.
В сезоне 2010/11 клуб одержал 30 побед и 18 поражений и вышел в плей-офф, где в четвертьфинале обыграл МБК «Николаев» 3-2. В полуфинале команда проиграла у БК «Донецк» 3-0, а в играх за третье место вышла победителем в противостоянии с «Ферро-ЗНТУ» 3-1.

## Выступления клуба
- 2002/03 (первая лига): 4-е место (среди 23 команд)34 матча: 28 побед, 6 поражений, выход в высшую лигу;
- 2003/04 (высшая лига): 12-е место50 матчей: 27 побед, 23 поражение;
- 2004/05 (высшая лига): 13-е место (среди 21 команды)52 матча: 30 побед, 22 поражение;
- 2005/06 (высшая лига): 9-е место,48 матчей: 22 победы, 26 поражений, впервые пробился в финальную часть вищолиговои первенства; опеку над клубом взял Прикарпатский национальный университет им. Василия Стефаника, созданы Областную федерацию баскетбола;
- 2006/07 (высшая лига): 3-е место26 матчей: 19 побед, 7 поражений;
- 2007/08 (высшая лига): 7-е место52 матча: 29 побед, 23 поражение;
- 2008/09 (украинская баскетбольная лига): 6-е место (среди 10 команд);26 матчей: 13 побед, 13 поражений, новый спонсор - ПАО «Нефтехимик Прикарпатья»;
- 2009/10 (суперлига): 3-е место48 матчей: 30 побед, 18 поражений;